# Panama na Letnich Igrzyskach Olimpijskich 2020
Panamę na Letnich Igrzyskach Olimpijskich 2020 reprezentowało dziesięcioro zawodników: czterech mężczyzn i sześć kobiet. Był to 18. start reprezentacji na letnich igrzyskach olimpijskich.

## Skład reprezentacji

### Boks
| Zawodnik      | Konkurencja         | 1/16             | 1/8              | Ćwierćfinał      | Półfinał         | Finał            | Finał   | Źródło |
| Zawodnik      | Konkurencja         | Przeciwnik Wynik | Przeciwnik Wynik | Przeciwnik Wynik | Przeciwnik Wynik | Przeciwnik Wynik | Miejsce | Źródło |
| ------------- | ------------------- | ---------------- | ---------------- | ---------------- | ---------------- | ---------------- | ------- | ------ |
| Atheyna Bylon | waga średnia kobiet | Bye              | Parker W 5-0     | Price P 0-5      | NQ               | NQ               | 5.      | [ 3 ]  |

### Judo
| Zawodnik         | Konkurencja | 1/16                | 1/8                 | Ćwierćfinał         | Półfinał            | Repasaże            | Finał / 3. miejsce  | Finał / 3. miejsce | Źródła |
| Zawodnik         | Konkurencja | Przeciwniczka Wynik | Przeciwniczka Wynik | Przeciwniczka Wynik | Przeciwniczka Wynik | Przeciwniczka Wynik | Przeciwniczka Wynik | Pozycja            | Źródła |
| ---------------- | ----------- | ------------------- | ------------------- | ------------------- | ------------------- | ------------------- | ------------------- | ------------------ | ------ |
| Kristine Jiménez | -52 kg (k)  | Kuziutina P 00-10   | NQ                  | NQ                  | NQ                  | NQ                  | NQ                  | 17.                | [ 4 ]  |
| Miryam Roper     | -57 kg (k)  | Kim Ji-su P 00-10   | NQ                  | NQ                  | NQ                  | NQ                  | NQ                  | 17.                | [ 5 ]  |

### Kolarstwo

#### Kolarstwo szosowe
| Zawodnik          | Konkurencja                    | Czas | Pozycja | Źródło |
| ----------------- | ------------------------------ | ---- | ------- | ------ |
| Christofer Jurado | wyścig ze startu wspólnego (m) | DNF  | DNF     | [ 6 ]  |

### Lekkoatletyka
Konkurencje biegowe
| Zawodnik           | Konkurencja            | Eliminacje | Eliminacje | Półfinał | Półfinał | Finał   | Finał   | Źródło |
| Zawodnik           | Konkurencja            | Wynik      | Miejsce    | Wynik    | Miejsce  | Wynik   | Miejsce | Źródło |
| ------------------ | ---------------------- | ---------- | ---------- | -------- | -------- | ------- | ------- | ------ |
| Alonso Edward      | 200 m (m)              | 20.60      | 2.         | DNF      | DNF      | NQ      | NQ      | [ 7 ]  |
| Jorge Castelblanco | maraton (m)            | N/A        | N/A        | N/A      | N/A      | 2:33.22 | 75.     | [ 8 ]  |
| Gianna Woodruff    | 400 m przez płotki (k) | 55.49      | 2.         | 54.22    | 2.       | 55.84   | 7.      | [ 9 ]  |

Konkurencje techniczne
| Zawodnik        | Konkurencja    | Kwalifikacje | Kwalifikacje | Finał | Finał   | Źródło |
| Zawodnik        | Konkurencja    | Wynik        | Miejsce      | Wynik | Miejsce | Źródło |
| --------------- | -------------- | ------------ | ------------ | ----- | ------- | ------ |
| Nathalee Aranda | skok w dal (k) | 6.12         | 27.          | NQ    | NQ      | [ 10 ] |

### Pływanie
| Zawodnik           | Konkurencja          | Eliminacje | Eliminacje | Półfinał | Półfinał | Finał | Finał   | Źródło               |
| Zawodnik           | Konkurencja          | Czas       | Miejsce    | Czas     | Miejsce  | Czas  | Miejsce | Źródło               |
| ------------------ | -------------------- | ---------- | ---------- | -------- | -------- | ----- | ------- | -------------------- |
| Tyler Christianson | 200 m klasycznym (m) | 2:13.41    | 29.        | NQ       | NQ       | NQ    | NQ      | [ 11 ] [ 12 ] [ 13 ] |
| Tyler Christianson | 200 m zmiennym (m)   | 2:02.70    | 40.        | NQ       | NQ       | NQ    | NQ      | [ 14 ] [ 15 ] [ 16 ] |
| Emily Santos       | 100 m klasycznym (k) | 1:12.10    | 35.        | NQ       | NQ       | NQ    | NQ      | [ 17 ] [ 18 ] [ 19 ] |